# Ley de nacionalidad española para los sefardíes
La Ley 12/2015, de 24 de junio, en materia de concesión de la nacionalidad española a los sefardíes originarios de España, conocida popularmente como la ley de nacionalidad española para los sefardíes, es una ley del ordenamiento jurídico español aprobada por el Congreso de los Diputados el 11 de junio de 2015, durante el mandato de Mariano Rajoy como presidente del Gobierno.

## Antecedentes
El primer precedente que encontramos en España de reconocimiento y protección a los sefardíes a través de la concesión de la nacionalidad española es el Real Decreto de 20 de diciembre del 1924, sancionado por el Directorio militar de Primo de Rivera. Si bien no se hace constar de manera explícita la palabra sefardí, en la exposición de motivos del texto se refiere que la protección se extenderá a los "antiguos protegidos españoles o descendientes de éstos, y en general individuos pertenecientes a familias de origen español que en alguna ocasión han sido inscritas en Registros españoles y estos elementos hispanos, con sentimientos arraigados de amor a España, por desconocimiento de la ley y por otras causas ajenas a su voluntad de ser españoles, no han logrado obtener nuestra nacionalidad, en clara referencia a los sefardíes.

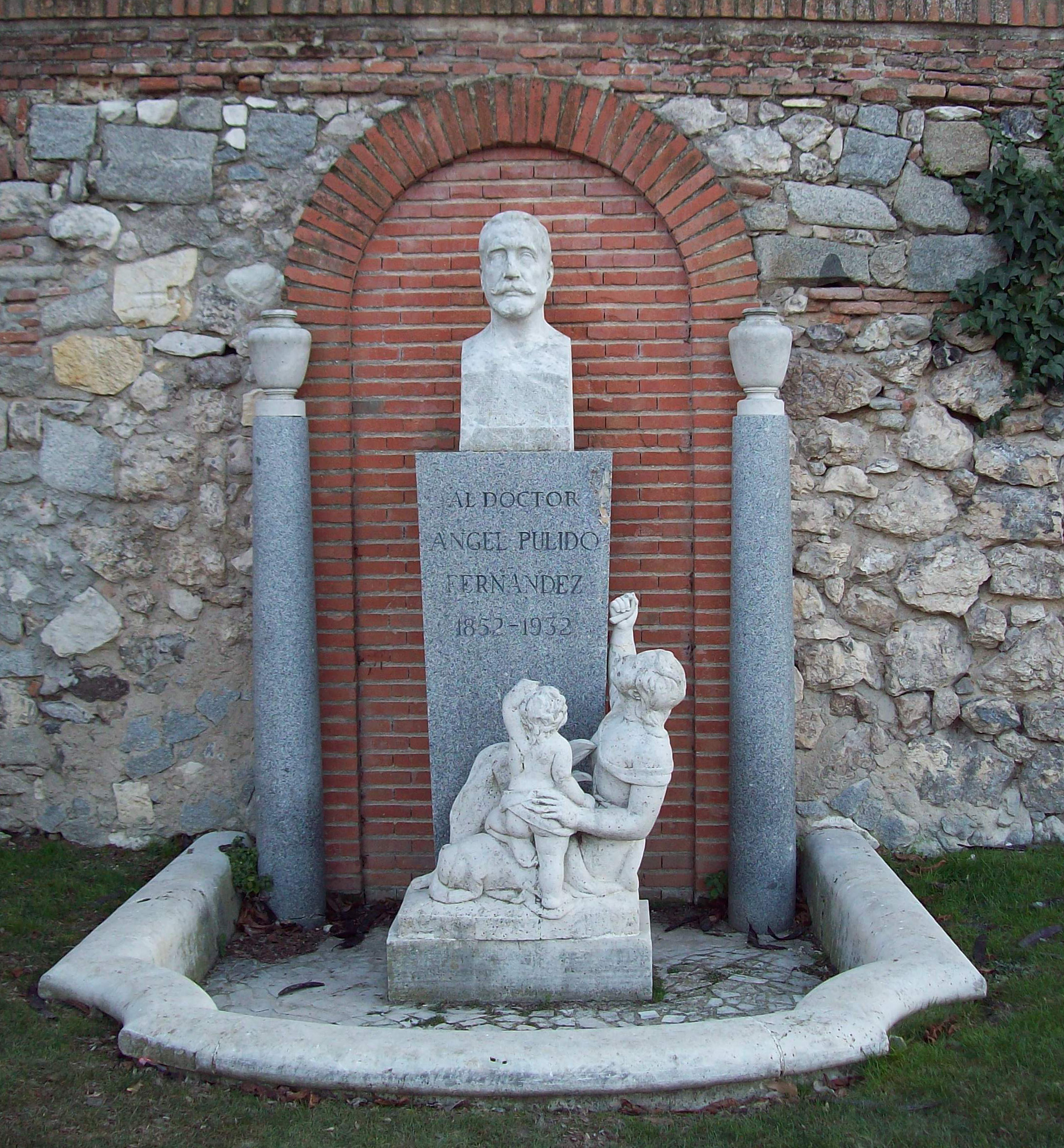
Monumento a Ángel Pulido Fernández en Madrid.

Apenas tres mil sefardíes se acogieron a este derecho y obtuvieron la nacionalidad[cita requerida], si bien fue precisamente este marco jurídico el que permitió a algunas legaciones diplomáticas españolas proteger, durante la Segunda Guerra Mundial, a los judíos de origen sefardí, logrando con ello la salvación de miles de ellos durante el Holocausto.
Este Real Decreto no fue sino el corolario de una intensa campaña promovida por diversas personalidades de la política y cultura española entre finales del siglo XIX y principios del siglo XX para reforzar los vínculos entre los sefardíes y España. Uno de los mayores exponentes de ello fue el médico y senador Ángel Pulido Fernández que, tras su paso y contacto con diversas comunidades sefarditas, inició una importante labor en defensa del colectivo sefardí. La campaña de Pulido tuvo una gran resonancia y consiguió el apoyo de varios intelectuales, como Benito Pérez Galdós[cita requerida], Miguel de Unamuno[cita requerida] o Marcelino Menéndez Pelayo[cita requerida], y logró que en 1909 se permitiera la apertura de sinagogas en España.

### El anuncio de la ley
El 22 de noviembre de 2012, en un acto celebrado en la Casa Sefarad-Israel, el ministro de Justicia, Alberto Ruiz-Gallardón, y el de Asuntos Exteriores, José Manuel García-Margallo, anunciaron que era intención del gobierno de España desarrollar y promulgar una norma concreta que regulara la adquisición de la nacionalidad española para los sefardíes, siempre y cuando acreditasen tal condición. El anuncio fue acogido con júbilo por varias comunidades de sefardíes, principalmente en América del Sur.

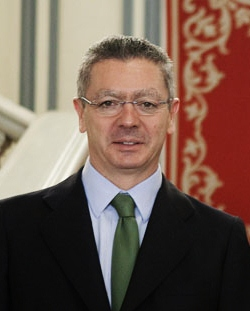
Alberto Ruiz-Gallardón, ministro de Justicia del Gobierno de España (2011-2014) y uno de los impulsores de la ley de nacionalidad española para los sefardíes.

## La adquisición de la nacionalidad española
A modo de resumen, respecto a lo que a la adquisición de la nacionalidad española se refiere, son varios los mecanismos legales para adquirirla:
1. Nacionalidad por residencia, esto es, por medio de residir legalmente un tiempo determinado en España se puede obtener la nacionalidad española.
2. Nacionalidad por carta de naturaleza, que tiene un carácter graciable y no exige más requisitos que la concurrencia de "circunstancias excepcionales". Es otorgada por el Gobierno mediante real decreto.
3. Nacionalidad por opción, que es un beneficio que nuestra legislación ofrece a determinados extranjeros, permitiéndoles optar a la nacionalidad española en determinadas condiciones (personas que hayan estado o estén sujetas a la patria potestad de un español o hijos de padre o madre español que hubiera nacido en España), cumpliendo unos requisitos.
4. Nacionalidad por posesión de estado. Tendrá derecho a obtener la nacionalidad española quien haya poseído y utilizado con anterioridad esta nacionalidad, de manera continuada y de buena fe.
5. Nacionalidad de origen, siendo españoles:
  - Los nacidos de padre o madre española.
  - Los nacidos en España cuando sean hijos de padres extranjeros si, al menos uno de los padres, ha nacido en España (se exceptúan los hijos de diplomáticos).

Tradicionalmente, hasta el referido anuncio del gobierno español de legislar el acceso a la nacionalidad española para los sefardíes, éstos vinieron solicitando la nacionalidad española alegando como circunstancia excepcional la de ser descendientes de los judíos españoles que fueron expulsados en 1492 e iniciaron el trámite sobre la base de lo previsto para el procedimiento de carta de naturaleza. Para el año 2015 y hasta la entrada en vigor de la nueva ley el 1 de octubre de ese año, se concedieron más de 7.000 nacionalidades españolas por esta vía[cita requerida].
Con la entrada en vigor de la Ley 12/2015, todo cambió y los sefardíes que deseasen obtener la nacionalidad española por su condición de sefardí, habrían de acogerse a la nueva norma y cumplir con los requisitos establecidos en la misma.

## Características
Esta norma presenta importantes novedades respecto del trámite anterior, a saber:
- Son dos las circunstancias que deberá acreditar el solicitante: su condición de sefardí y su especial vinculación con España.
- El procedimiento tiene una naturaleza mixta: electrónico y presencial.
- Es la Dirección General de los Registros y del Notariado, previa calificación notarial, la que resolverá sobre la petición de nacionalidad.
- Aquellos sefardíes que obtengan la nacionalidad española, podrán conservar su nacionalidad anterior sin necesidad de renunciar a ella, como así ocurría con anterioridad.
- Se establece una tasa obligatoria de 102 euros.
- Se dispone igualmente la obligación de realizar dos exámenes que serán preparados por el Instituto Cervantes: uno de conocimientos socioculturales de España y otro de lengua española, estando exentos de este últimos los nacionales de países iberoamericanos o donde el español es idioma oficial.
- Las solicitudes se deberán presentar en el plazo máximo de tres años desde la entrada en vigor de la ley, pudiendo ser prorrogado por un año más previo acuerdo del Consejo de Minisitros.

Como corolario de todo ello, según se expone en la exposición de motivos de la ley, ésta, 
pretende ser el punto de encuentro entre los españoles de hoy y los descendientes de quienes fueron injustamente expulsados a partir de 1492, y se justifica en la común determinación de construir juntos, frente a la intolerancia de tiempos pasados, un nuevo espacio de convivencia y concordia, que reabra para siempre a las comunidades expulsadas de España las puertas de su antiguo país.

## Requisitos y presupuestos
Los interesados deberán acreditar dos extremos para poder obtener la nacionalidad española: su condición de sefardí o de descendientes de éstos y su especial vinculación con España. Para cada una de tales circunstancias, la norma enumera en sus artículos 1.2 y 1.3 una lista abierta de medios probatorios para ello. Así, la condición de sefardí se podrá probar mediante:
1. Certificado a tal efecto expedido por el presidente de la Comisión Permanente de la Federación de Comunidades Judías de España.
2. Certificado expedido por el presidente, cargo análogo o rabino de la comunidad judía de la zona de residencia o ciudad natal del interesado.
3. La acreditación del uso como idioma familiar del ladino o haquetía.
4. Ketubah o contrato matrimonial judío, en el que conste la celebración del matrimonio según las tradiciones de Castilla.[6]
5. Informe motivado que acredite la pertenencia al linaje sefardí de los apellidos del solicitante.
6. Cualquier otra circunstancia que demuestre fehacientemente su condición de sefardí originario de España.

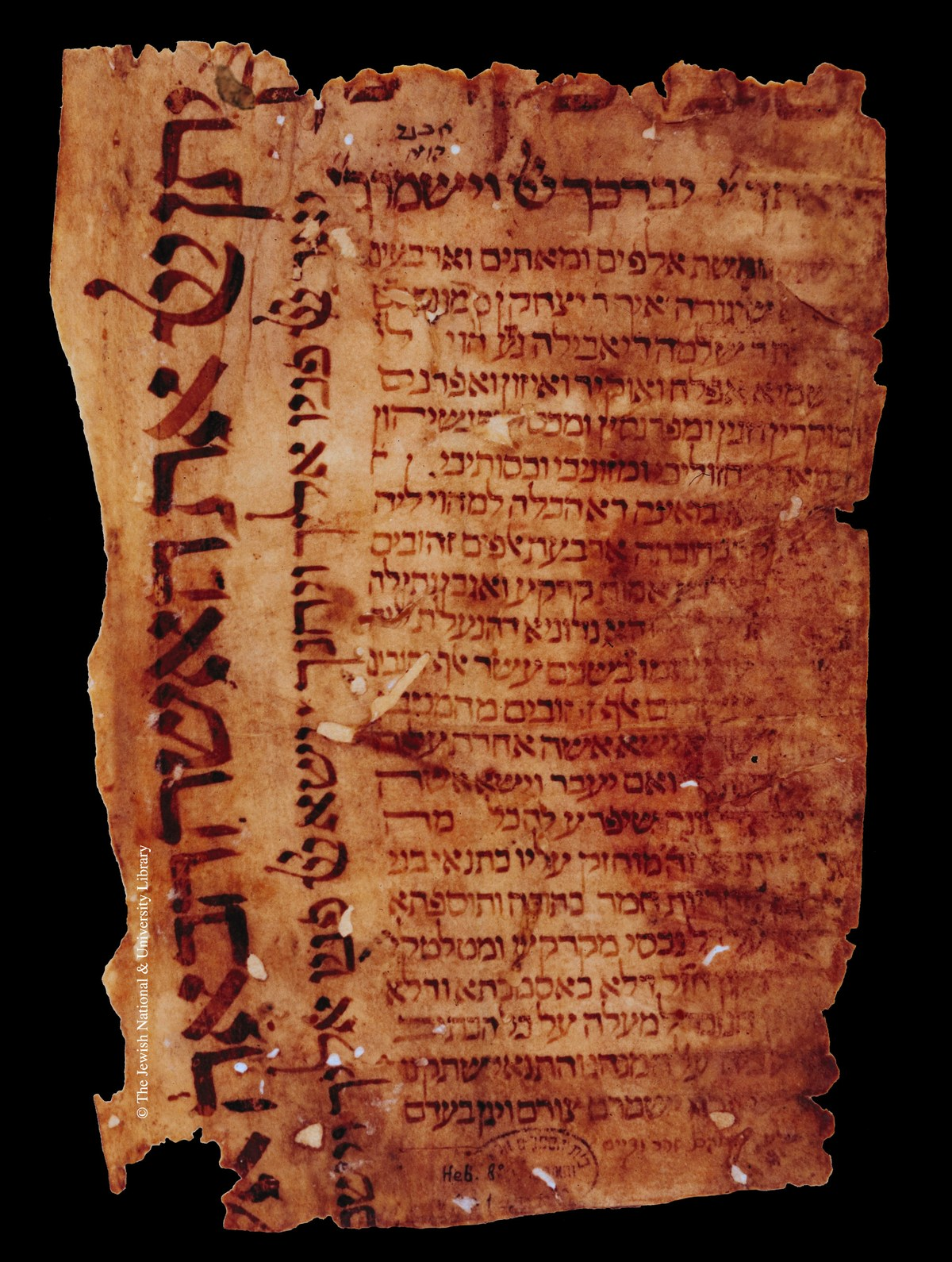
Modelo de ketubah o contrato matrimonial judío. Esta en concreto data del año 1480 y es del municipio guipuzcoano de Segura, en España.

En cuanto a la especial vinculación con España, se acreditará:
1. Certificados de estudios de historia y cultura españolas.
2. Acreditación del conocimiento del idioma ladino o haquetía.
3. Inclusión del peticionario o de su ascendencia directa en las listas de familias sefardíes protegidas por España, a que, en relación con Egipto y Grecia, hace referencia el Decreto-ley de 29 de diciembre de 1948, o de aquellos otros que obtuvieron su naturalización por la vía especial del Real Decreto de 20 de diciembre de 1924 o parentesco de consanguinidad con éstos.
4. Realización de actividades benéficas, culturales o económicas a favor de personas o instituciones españolas o en territorio español, así como aquellas que se desarrollen en apoyo de instituciones orientadas al estudio, conservación y difusión de la cultura sefardí.
5. Cualquier otra circunstancia que demuestre fehacientemente su especial vinculación con España.